# Temporada 1963-64 de los Philadelphia 76ers
La temporada 1963-64 fue la decimoquinta del equipo en la NBA, y la primera en Filadelfia, Pensilvania, tras haber jugado hasta entonces en Syracuse bajo el nombre de Syracuse Nationals. La temporada regular acabó con 34 victorias y 46 derrotas, ocupando el tercer puesto de la división Este, clasificándose para los playoffs en los que cayeron en las semifinales de división ante los Cincinnati Royals.

## Elecciones en elDraft
| Ronda | Puesto | Jugador         | Posición | Nacionalidad   | Universidad     |
| ----- | ------ | --------------- | -------- | -------------- | --------------- |
| 1     | 6      | Tom Hoover      | Pívot    | Estados Unidos | Villanova       |
| 2     | 15     | Hershell West   |          | Estados Unidos | Grambling State |
| 3     | 24     | Jerry Greenspan | Escolta  | Estados Unidos | Maryland        |
| 4     | 33     | Ray Flynn       |          | Estados Unidos | Providence      |
| 5     | 42     | Tony Cerkvenik  |          | Estados Unidos | Arizona State   |
| 6     | 51     | Vince Brewer    |          | Estados Unidos | Iowa State      |

## Temporada regular
| División Este        | División Este | División Este | División Este | División Este | División Este | División Este | División Este | División Este |
| Equipo               | G             | P             | %             | PD            | Casa          | Fuera         | Neutral       | Div           |
| -------------------- | ------------- | ------------- | ------------- | ------------- | ------------- | ------------- | ------------- | ------------- |
| x-Boston Celtics     | 59            | 21            | .738          | –             | 26–4          | 21–17         | 12–0          | 25–11         |
| x-Cincinnati Royals  | 55            | 25            | .688          | 4             | 26–7          | 18–18         | 11–0          | 27–9          |
| x-Philadelphia 76ers | 34            | 46            | .425          | 25            | 18–12         | 12–22         | 4–12          | 13–23         |
| New York Knicks      | 22            | 58            | .275          | 37            | 10–25         | 8–27          | 4–6           | 7–29          |

## Playoffs

### Semifinales de División
Cincinnati Royals vs. Philadelphia 76ers
| Fecha       | Partido                                        | Ciudad     |
| ----------- | ---------------------------------------------- | ---------- |
| 22 de marzo | Cincinnati Royals 127, Philadelphia 76ers 102  | Cincinnati |
| 24 de marzo | Philadelphia 76ers 122, Cincinnati Royals 114  | Filadelfia |
| 25 de marzo | Cincinnati Royals 101, Philadelphia 76ers] 89  | Cincinnati |
| 28 de marzo | Philadelphia 76ers 128, Cincinnati Royals 109  | Filadelfia |
| 29 de marzo | Cincinnati Royals 130, Philadelphia 76ers] 124 | Cincinnati |
|             | Cincinnati gana las series 3-2                 |            |

## Estadísticas
| Rk | Jugador         | Edad | P  | PT | MP   | TC  | TCI  | %TC  | 3P | 3PI | %3P | 2P  | 2PI  | %2P  | TL  | TLI | %TL  | RO | RD | RT   | AS  | RB | TAP | BP | FP  | PTS  |
| 1  | Hal Greer       | 27   | 80 |    | 39.5 | 8.9 | 20.1 | .444 |    |     |     | 8.9 | 20.1 | .444 | 5.4 | 6.6 | .829 |    |    | 6.1  | 4.7 |    |     |    | 3.6 | 23.3 |
| 2  | Red Kerr        | 31   | 80 |    | 36.7 | 6.7 | 15.6 | .429 |    |     |     | 6.7 | 15.6 | .429 | 3.4 | 4.5 | .751 |    |    | 12.7 | 3.4 |    |     |    | 2.3 | 16.8 |
| 3  | Chet Walker     | 23   | 76 |    | 36.5 | 6.5 | 14.7 | .440 |    |     |     | 6.5 | 14.7 | .440 | 4.3 | 6.1 | .711 |    |    | 10.3 | 1.6 |    |     |    | 3.1 | 17.3 |
| 4  | Paul Neumann    | 26   | 74 |    | 26.7 | 4.4 | 9.9  | .443 |    |     |     | 4.4 | 9.9  | .443 | 2.8 | 3.6 | .789 |    |    | 3.3  | 3.9 |    |     |    | 2.9 | 11.6 |
| 5  | Larry Costello  | 32   | 45 |    | 25.3 | 4.2 | 9.1  | .468 |    |     |     | 4.2 | 9.1  | .468 | 3.3 | 3.8 | .865 |    |    | 2.3  | 3.7 |    |     |    | 3.3 | 11.8 |
| 6  | Lee Shaffer     | 24   | 41 |    | 24.7 | 5.3 | 14.3 | .370 |    |     |     | 5.3 | 14.3 | .370 | 2.5 | 3.2 | .767 |    |    | 5.0  | 0.9 |    |     |    | 2.8 | 13.1 |
| 7  | Dave Gambee     | 26   | 41 |    | 22.6 | 3.6 | 9.2  | .394 |    |     |     | 3.6 | 9.2  | .394 | 3.7 | 4.5 | .816 |    |    | 6.2  | 0.9 |    |     |    | 3.9 | 11.0 |
| 8  | Ben Warley      | 27   | 79 |    | 22.0 | 2.7 | 6.3  | .435 |    |     |     | 2.7 | 6.3  | .435 | 2.8 | 3.9 | .721 |    |    | 7.8  | 0.9 |    |     |    | 3.5 | 8.2  |
| 9  | Al Bianchi      | 31   | 78 |    | 18.4 | 3.3 | 8.8  | .376 |    |     |     | 3.3 | 8.8  | .376 | 1.4 | 1.8 | .773 |    |    | 1.9  | 1.9 |    |     |    | 3.2 | 8.0  |
| 10 | Connie Dierking | 27   | 76 |    | 16.9 | 2.5 | 6.8  | .372 |    |     |     | 2.5 | 6.8  | .372 | 1.5 | 2.2 | .675 |    |    | 5.6  | 0.7 |    |     |    | 2.9 | 6.5  |
| 11 | Len Chappell    | 23   | 1  |    | 16.0 | 0.0 | 2.0  | .000 |    |     |     | 0.0 | 2.0  | .000 | 1.0 | 2.0 | .500 |    |    | 4.0  | 0.0 |    |     |    | 2.0 | 1.0  |
| 12 | Dolph Schayes   | 35   | 24 |    | 14.6 | 1.8 | 6.0  | .308 |    |     |     | 1.8 | 6.0  | .308 | 1.9 | 2.4 | .807 |    |    | 4.6  | 2.0 |    |     |    | 3.2 | 5.6  |
| 13 | Jerry Greenspan | 22   | 20 |    | 14.0 | 1.6 | 4.5  | .356 |    |     |     | 1.6 | 4.5  | .356 | 1.7 | 2.5 | .680 |    |    | 3.6  | 0.6 |    |     |    | 2.7 | 4.9  |
| 14 | Hubie White     | 24   | 23 |    | 8.5  | 1.3 | 4.6  | .295 |    |     |     | 1.3 | 4.6  | .295 | 0.7 | 1.2 | .607 |    |    | 1.8  | 0.5 |    |     |    | 1.2 | 3.4  |

## Galardones y récords
| Jugador   | Galardón                    |
| Hal Greer | 2º Mejor quinteto de la NBA |